# Llano de Olmedo
Llano de Olmedo es un municipio de España perteneciente a la provincia de Valladolid, en la comunidad autónoma de Castilla y León. Tiene una superficie de 15,22 km², cuenta según el padrón municipal para 2017 del INE con 62 habitantes y una densidad de 4,07 hab./km².

## Demografía
Cuenta con una población de 51 habitantes (INE 2024).
| Gráfica de evolución demográfica de Llano de Olmedo entre 1842 y 2021                                                 |
| |
| Población de derecho según los censos de población del INE. Población de hecho según los censos de población del INE. |

## Administración

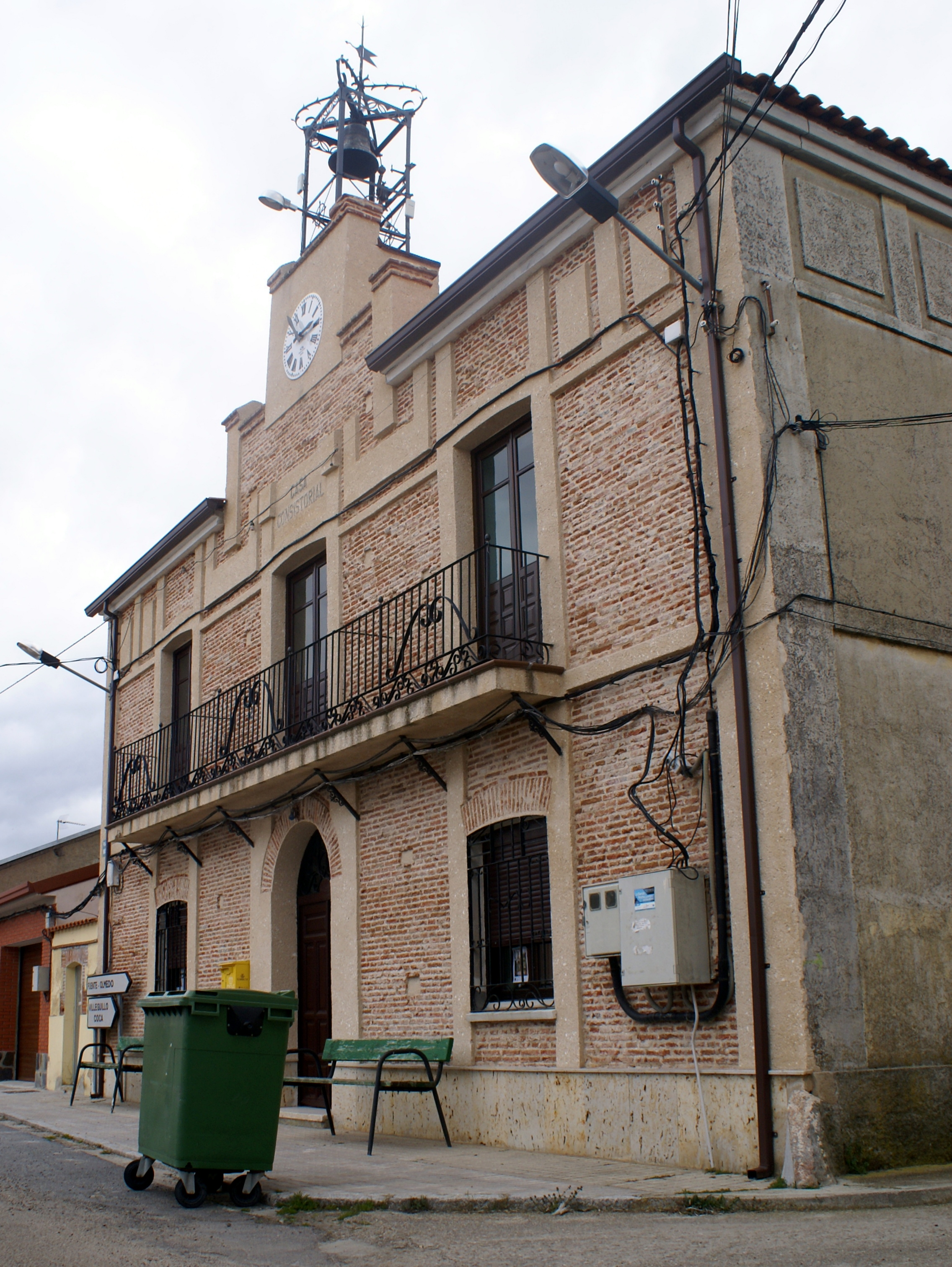
Casa consistorial

| Periodo   | Nombre                  | Partido |
| --------- | ----------------------- | ------- |
| 2015-2019 | Fermín Hernández García | PP      |

### Evolución de la deuda viva
El concepto de deuda viva contempla solo las deudas con cajas y bancos relativas a créditos financieros, valores de renta fija y préstamos o créditos transferidos a terceros, excluyéndose, por tanto, la deuda comercial.
Entre los años 2008 a 2014 este ayuntamiento no ha tenido deuda viva.

## Fiestas
Las fiestas patronales son el primer fin de semana de julio, y se celebran en honor a la Virgen del Rosario.